# Берёзовка (приток Весляны)
Берёзовка — река в России, протекает в Гайнском районе Пермского края. Устье реки находится в 54 км по левому берегу реки Весляны. Длина реки составляет 38 км.
Исток реки в лесу у нежилой деревни Ивановка в 23 км к северу от посёлка Серебрянка. Река течёт на юго-восток и юг по ненаселённому, частично заболоченному лесному массиву. Приток — Чукульвож (левый). Впадает в Весляну у нежилой деревни Берёзовка пятью километрами ниже посёлка Серебрянка. Ширина реки у устья — 15 метров.

## Данные водного реестра
По данным государственного водного реестра России относится к Камскому бассейновому округу, водохозяйственный участок реки — Кама от истока до водомерного поста у села Бондюг, речной подбассейн реки — бассейны притоков Камы до впадения Белой. Речной бассейн реки — Кама.
Код объекта в государственном водном реестре — 10010100112111100001877.